# Pesttaler
Pesttaler sind Gedenktaler oder talerförmige Medaillen des 16. und 17. Jahrhunderts aus Silber, die sich auf das Ende einer Pestepidemie beziehen und mit bildlicher Darstellung und Schrift darauf hinweisen. Pesttaler sind auch die in der ersten Hälfte des 16. Jahrhunderts geprägten Medaillen mit Amulettcharakter, die hauptsächlich aus Joachimsthal (Jáchymov) stammen und im Talergewicht geprägt wurden.

## Pesttaler als talerförmige Amulettmedaillen
In der ersten Hälfte des 16. Jahrhunderts wurden sogenannte Schautaler mit der Bezeichnung „Pesttaler“ geprägt. Sie zeigen die Anbetung der ehernen Schlange, ein Motiv aus dem Alten Testament, und auf der Gegenseite eine Kreuzigung im Münzbild. Diese Gepräge mit dem Charakter von Amulettmedaillen waren die Vorläufer der sogenannten biblischen Schaugroschen und sollten durch ihre Bilder vor der drohenden Pestgefahr schützen, der die Heilkunde dieser Zeit machtlos gegenüberstand.
Bekannt sind auch die sogenannten Wittenberger Pesttaler. Das sind talerförmige und später auch medaillenförmige Stücke aus der ersten Hälfte des 16. Jahrhunderts, die ebenfalls die Anbetung der ehernen Schlange auf der Vorderseite und die Kreuzigung auf der Rückseite zeigen. Die Stücke haben aber weder mit Wittenberg noch mit der Pest in dieser Stadt etwas zu tun.

### Pesttaler aus Joachimsthal von Utz Gebhardt
(Bild siehe oben)
Typische Stücke sind die Pesttaler des Münzmeisters Utz Gebhardt aus Joachimsthal mit seinem Münzmeisterzeichen Halbmond und Kreuz. Das Münzmeisterzeichen ist auf beiden Seiten aufgeprägt, was sonst ein Merkmal für eine Zwittermünze sein kann. Gebhardt war von 1527 bis 1530 in Joachimsthal tätig. Die talerförmigen Medaillen wurden im Talergewicht sowie als Dickabschläge (Dicktaler) geprägt. Auch Pesttaler-Teilstücke sind bekannt.
Vorder- und Rückseite sind mit je zwei sich ergänzenden Schriftkreisen eingefasst, die von Stefan Kötz in einer Erklärung der Universität Münster veröffentlicht sind. Dieser Text ist mit kleinen Abweichungen, die durch die händisch ausgeführten Münzstempelgravuren bedingt sind, wiedergegeben.

#### Vorderseite
Die Vorderseite zeigt die eherne Schlange, die sich mehrfach um den aufgerichteten Kreuzstab windet. Zu den Seiten sind je sechs kniend betende Personen zu sehen. Am Boden liegen vier Tote. Die eherne Schlange geht auf 4. Mose 21, 6–9 zurück:

„Mache eine eherne Schlange und richte sie zum Zeichen [zeigen] auf, wer gebissen ist (sündig ist) und sie ansieht soll leben. Die eherne Schlange gilt als Prophezeiung von Christi Kreuzestod, so steht es in Johannes III, V, 14-16.“

Im Feld oben ist die geteilte Jahreszahl 15 – 21 aufgeprägt. Zu beiden Seiten des Kreuzstabes mit der ehernen Schlange befindet sich die Bibelstelle NUM – RI + 21 + [6–9]
Die zweikreisige Umschrift lautet: DER + HER + SPRA + ZV + MOSE + MAC + DIR + EIN + ERNE + SLANG + VND + RICT + SI + ZVM + ZE/IGEN + AVF + WER + GEPISN + IST + VND + SICT [sieht] + SI + AN + DER + SOL + LEBEN + (Der Herr sprach zu Mose: Mache dir eine eherne Schlange und richte sie zum Zeigen auf. Wer gebissen ist und sieht sie an, der soll leben.) Auf der Rückseite befindet sich die Fortsetzung.

#### Rückseite
Die Rückseite zeigt Christus am Kreuz und zu den Seiten je sechs kniend betende Personen.
Die zweikreisige Umschrift lautet: GLEIC + WI + DI + SLANG + SO + MVS + DES + MENSEN + SON + ERHOET + WERDEN + AVF / DAS + AL – DI + AN + IN + GLAVBEN – HABEN + DAS + E–WIC – LEBEN. (Gleich wie die Schlange, so muss des Menschen Sohn erhöht werden, auf dass alle, die an ihn glauben, das ewige Leben haben.)
Zu beiden Seiten des Kreuzes sind die Bibelstelle + JOAN – NES + 3 [14–16] und oben ein Schriftband mit INRI („Ihesus Nazarenus Rex Iudaeorum“ = Jesus von Nazaret, König der Juden).
Anmerkung: Es existieren auch Nachprägungen und ähnliche Stücke aus anderer Herkunft, so zum Beispiel wahrscheinlich aus Hameln oder Riechenberg. Später wurden auch Abgüsse als Amulett angefertigt.

### Trivia
Noch heute ist die mehrfach um einen Stab gewundene Schlange, Attribut des griechischen Heilgottes Asklepios, als Äskulapstab das Symbol der Ärzte und Pharmazeuten.

## Pesttaler als Beiname von Gedenktalern oder Medaillen
Pesttaler als Beiname von Gedenktalern oder Medaillen, die mit Schrift und bildlicher Darstellung auf das Erlöschen der Pest hinweisen, gibt es zum Beispiel von
- Nürnberg von 1633, ein Pesttaler mit Stadtansicht und PAX ADSIT BELLVM FVGIAT PESTISQVE SEVERA (= Der Friede soll bleiben, Krieg und strenge Seuche sollen weichen),[12]
- Erfurt von 1683, ein Schautaler (Medaille) auf das Ende der Pest – siehe dazu den Abschnitt „Beschreibung des Schautalers (Medaille) von Erfurt“ mit Abbildung, es existieren auch Nachbildungen von 1992,[13]
- Magdeburg von 1682 und 1683 – siehe dazu den Abschnitt „Beschreibung des Magdeburger Pesttalers“ mit Abbildung,
- Breslau von 1714, Schlesien, eine Silbermedaille auf das Ende der Pest in Breslau[14] und
- Wien von 1715, eine Silbermedaille von 1715 auf die Errichtung der Dreifaltigkeitssäule in Mariahilf, zum Gedächtnis des Erlöschens der Pest in Wien.[15]

### Beschreibung des Magdeburger Pesttalers
Der Magdeburger Pesttaler ist ein Gedenktaler, der auf das Ende der Pestepidemie in Magdeburg geprägt wurde. Der silberne Taler stammt aus der Münzstätte Magdeburg und entspricht einem im Reichsmünzfuß geprägten Speciesreichstaler von 1682, wiegt 29,04 g und hat einen Durchmesser von 47 mm. Der Münzmeister Christoph Pflug war für das ordnungsgemäße Ausbringen verantwortlich. Wegen seines großen Durchmessers ist das Gepräge ein sogenannter breiter Taler.

#### Vorderseite
Auf der Vorderseite über der Stadtansicht von Magdeburg befinden sich ein Schriftband mit TANDEM LUX ALMA REVERTIT (Endlich kehrte das rettende Licht zurück) und der Stadtschild zwischen Lorbeerzweigen. Rechts über der Stadt strahlt die personifizierte Sonne über Wolken. Unten links befindet sich das Münzmeisterzeichen C P des Münzmeisters Christoph Pflug.

#### Rückseite
Auf der Rückseite vorn im Bild in einer Landschaft stehen zwei Frauen nebeneinander. Die linke hält eine Rose in ihrer Hand. Beide deuten auf den nach rechts ins Gebirge reitenden personifizierten Tod. Oben über den Wolken befindet sich das strahlende Gottesauge. Darüber ist ein Schriftband mit VITA ADSTAT MORSQUE RECEDIT (Das Leben bleibt bestehen und der Tod zieht sich zurück). Unten im Abschnitt ist das Ende der Pestepidemie mit MAGDEBURG: A PESTE LI/BER: M. FEBRUAR / 16 – 82 angegeben. Die geteilte Jahreszahl ist zu beiden Seiten des Reichsapfels aufgeprägt, der wahrscheinlich auf die Prägung nach dem Reichsmünzfuß hinweist.

### Beschreibung des Schautalers (Medaille) von Erfurt

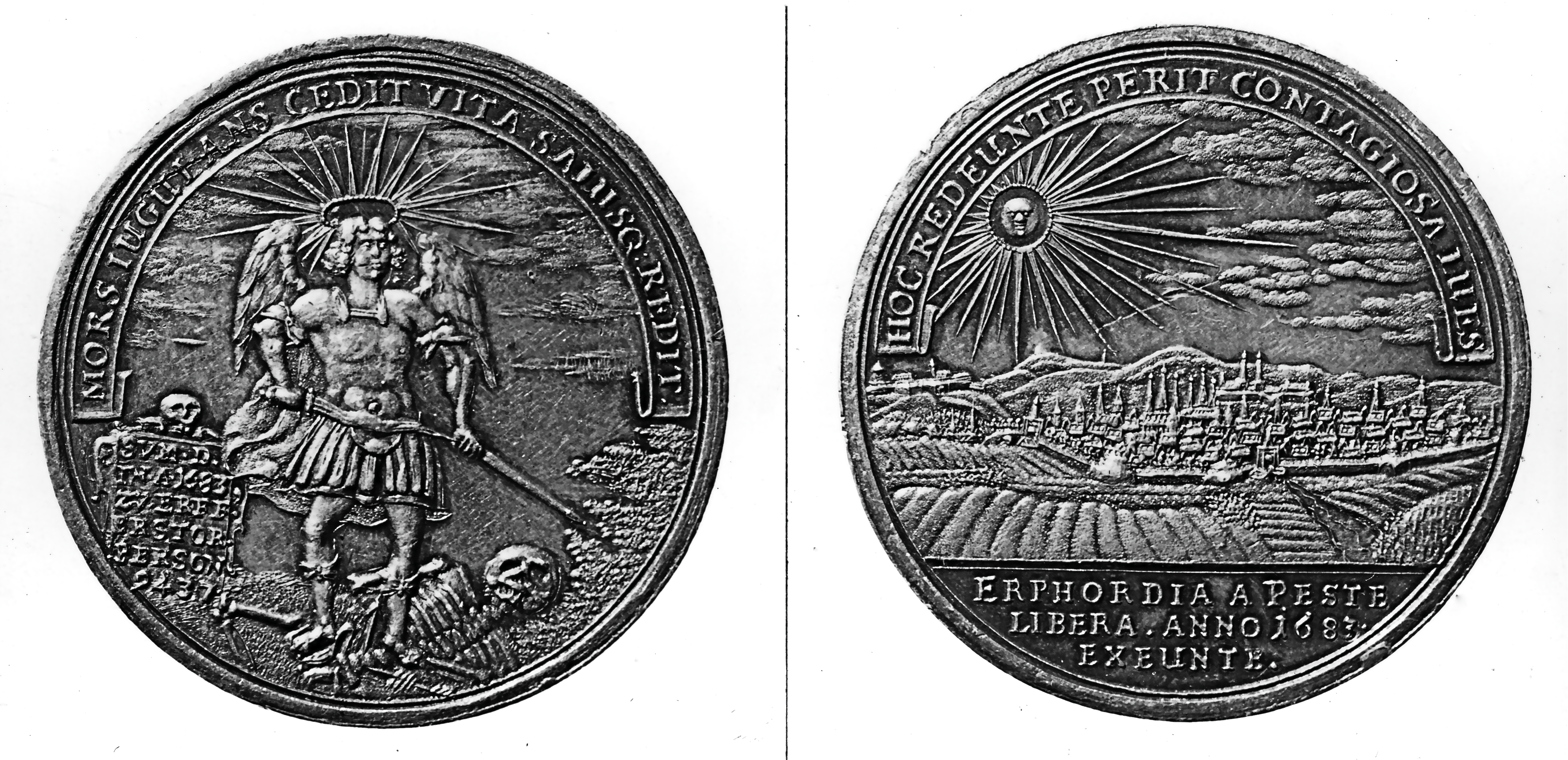
Gedenkmedaille auf die Beendigung der letzten Erfurter Pestepidemie von 1683 (Silber; Durchmesser 48,19 mm; 28,67 g)

Der sogenannte Pesttaler (Medaille) ist unsigniert, wiegt 28,67 g und hat einen Durchmesser von 48,19 mm. Die Stücke wurde in Varianten geprägt, zum Beispiel auch ohne Totenkopf auf dem Sockel.

#### Vorderseite
Als Vorderseite wird in der Regel die Seite mit der Stadtansicht bezeichnet.
Der Schautaler von Erfurt auf das Ende der Pest zeigt auf der Vorderseite die Stadtansicht von Erfurt. Über der Stadt am bewölkten Himmel strahlt links oben die personifizierte Sonne. Darüber ist ein Schriftband mit HOC REDEUNTE PERIT CONTAGIOSA LUES. [Mit ihrer Rückkehr (der Sonne) verging die ansteckende Seuche.] Unten im Abschnitt sind drei Zeilen Schrift: ERPHORDIA A PESTE / LIBERA. ANNO 1683 / EXEUNTE. (Erfurt frei von der Pest am Ausgang des Jahres 1683.)

#### Rückseite
Auf der Rückseite steht vorn im Münzbild ein Engel mit strahlendem Haupt, der sein Schwert in die Scheide steckt, auf dem personifizierten Tod. Links auf einem Sockel mit sechs Zeilen Schrift steht ein Totenkopf. In der Inschrift des Sockels ist die Anzahl der Pesttoten genannt. Demnach hatte Erfurt im Jahr 1683, dem Ende der Pest, 9437 Pestopfer. (Das waren mehr als die Hälfte der Einwohner.) Über dem Münzbild ist ein Schriftband mit MORS IUGUEANS CEDIT VITA SALUSQ: REDIT (Der würgende Tod weicht, Leben und Gesundheit kehren zurück.)
Von 1992 gibt es Nachbildungen des Schautalers von 1683 aus unedlem Metall im verkleinerten Durchmesser von 43 mm, die mit der Jahreszahl 1992 punziert sind. Die Punze ist vertieft eingeschlagen und würde beim Entfernen deutliche Spuren hinterlassen.